# Hertz (bande dessinée)
Pour les articles homonymes, voir Hertz (homonymie).
 (octobre 2021).
Hertz est une série de bande dessinée historico-fantastique. Elle est liée aux séries Le Triangle secret, INRI et Les Gardiens du sang.
Didier Convard comble son histoire de la Loge Première du Triangle Secret avec ce titre détaillant la vie de Martin Hertz, personnage trouble, mais de sa famille aussi.
La série n'est pas encore terminée.

## Auteurs
- Scénario : Didier Convard et Éric Adam
- Dessins : Denis Falque, André Juillard, Pierre Wachs et Christian Gine
- Couleurs : Paul

## Albums
1. Hertz (2006)
2. Montespa (2009)
3. Le Frère qui n'existait pas (2012)
4. L'Ombre de l'aigle (2014)
5. La Troisième Mort de l'empereur (2015)

## Résumés

### Nuit et brouillard
Précédant les évènements du Triangle Secret. Martin Hertz apprend la mort d'un vieil homme. 
Il dévoile à son épouse son secret, son histoire, commencée à 11 ans, en 1943.

### Montespa
Martin Hertz est mort et sa femme Léa avant sa dernière heure offre son journal intime à celui qui fut son meilleur ami et confident : Le cardinal Montespa.
Mais elle comme le cardinal ignorent que les souvenirs de jeunesse de Hertz lorsque lui et Montespa étaient étudiants peuvent encore révéler et provoquer des choses.

### Le Frère qui n'existait pas
L’histoire du Triangle Secret et de Martin Hertz s'épaissit. Dans son grenier, Martin Hertz tombe sur des journaux intimes de son aïeul André Hertz, qui vécut au XIXe siècle.
Martin qui ignorait son existence va entamer sa lecture vers cet ancêtre, lui aussi franc-maçon, et sur celle de ses Frères, dans l'action et la réflexion... 

### L'Ombre de l'aigle
André Hertz aurait été l'ombre de l'Aigle, l'espion privé de Napoléon Bonaparte.
Il subtilise un document du gouvernement anglais, un parchemin pouvant donner la victoire à Bonaparte. Mais Napoléon s'approche de Waterloo et Hertz doit le rejoindre au plus vite avant qu'il ne tombe sur les armées de l'Alliance.

### La Troisième Mort de l'empereur
Sur l'Île de Sainte-Hélène, en 1821, piégé et isolé par le général britannique Hudson Lowe, Napoléon va mourir. Son aide de camp, Louis Hertz, victime de chantage, doit l'empoisonner. 
Mais André Hertz, l'ombre de l'Aigle, le sauve et l'Empereur fuit vers l'Égypte, toujours victime du poison qui le ronge peu à peu et poursuivi par le général Lowe qui veut débarrasser le monde de l'Ogre corse.

## Publication

### Éditeurs
- Glénat (collection « La Loge noire ») : tomes 1 à 5 (première édition des tomes 1 à 5).